# Diògenes d'Abila
Diògenes d'Abila（en llatí Diogenes, en grec antic Διογένης) fou un sofista fenici que mencionen Suides i Esteve de Bizanci.
Es pensa que es podria tractar del filòsof peripatètic Diògenes que va viure en temps de Simplici i que va ser escolarca de l'Acadèmia platònica.